# Pablo Sorozábal Mariezkurrena
Pablo Sorozábal Mariezkurrena (Sant Sebastià, 18 de setembre 1897 - Madrid, 26 de desembre, 1988) va ser un compositor basc, un dels més destacats autors d'obres simfòniques i del gènere líric (sarsuela i òpera) de la música espanyola del segle xx.
Entre les seues principals i més conegudes obres, cal destacar Katiuska (1931), Adiós a la bohemia (1933), en la que va treballar amb el gran literat Pío Baroja, La tabernera del puerto (1936), Black el payaso (1942), etc. Va revisar algunes obres del segle xix com Pan y Toros (de Barbieri) o Pepita Jiménez (d'Albéniz) obtenint-hi poc èxit. En la seua llarga vida va ser testimoni del zenit i el crepuscle de la popularitat de la sarsuela. Sempre va atribuir el declivi del gènere a l'ascensió del futbol i la pèrdua dels valors tradicionals. La seua última obra, finalitzada al setembre de 1988, van ser unes Variacions per a quintet de vent, composta quan el Quintet de Vent Pablo Sorozábal donostiarra li va demanar permís per a adoptar el seu nom. Va morir sense poder estrenar la que ell mateix va considerar la seua millor obra: Juan José.

## Biografia
Va nàixer a Sant Sebastià, el 18 de setembre de 1897, fill d'un humil matrimoni format per José María Sorozábal i Josefa Mariezkurrena. Va ser batejat amb els noms de Tomás, Pablo i Bautista.
Va començar a estudiar solfeig amb Germán Cendoya i va ingressar a l'Orfeón Donostiarra. Després va continuar els estudis de teoria musical i violí amb Alfredo Larrocha en l'Acadèmia Municipal de Música de Donosti, per a passar més tard a formar part de l'Orquestra del Casino de Donosti, amb només 17 anys. En aquesta formació va romandre cinc anys, adquirint una gran cultura simfònica. La lectura dels escrits de Robert Schumann el feia somiar amb la vida musical de Leipzig. Més tard, l'any 1919, es va traslladar a Madrid per a tocar a l'Orquestra Filharmònica.
El 1920 va compondre un Quartet en Fa i el Capritx Espanyol per a orquestra. Gràcies a la seua indiscutible capacitat va aconseguir una beca de 1.500 pessetes, atorgada per l'Ajuntament de Donosti, per a completar els estudis a Leipzig. El mes d'octubre d'aquell mateix any pren el tren cap a Leipzig, camí dels seus somnis. A la ciutat alemanya va estudiar contrapunt amb Stephan Krehl i violí amb Hans Sitt. L'any 1922, a Leipzig, va debutar com a director d'orquestra. Ja en el Tercer Reich va compondre obres com Adiós a la Bohemia (que estrenaria a Espanya el 1933).
De retorn a Espanya va debutar com a director d'orquestra a Madrid i Sevilla, en aquesta ciutat amb ocasió de l'Exposició Iberoamericana. Durant uns mesos va fer-se càrrec de la direcció de l'Orfeó Donostiarra, tenint entre els cantors el que més tard seria un bon compositor a Tomas Garbizu.
L'èxit com a compositor de sarsuela començarà amb l'estrena de Katiuska l'any 1931, més aviat una opereta de gust centreeuropeu, ambientada a Rússia. L'any 1934 va recollir altre gran èxit amb La del manojo de rosas. Amb aquesta obra va intentar la modernització del sainet de costums, fent un homenatge particular a Ruperto Chapí atès que tant el títol com la música amb què s'inicia la sarsuela es prenen del famós duet de La revoltosa. Finalment, el tercer gran èxit va esdevenir amb La tabernera del puerto (1936). Aquestes tres obres han sustentat el nom de Sorozábal en el repertori habitual del gènere.
L'any 1937 va realitzar una gira amb la Banda Municipal de Madrid pel País Valencià i Catalunya amb l'objectiu de recaptar fons per a l'assetjat poble de Madrid. La simpaties liberals de Sorozábal el van deixar una mica aïllat després de la Guerra Civil espanyola, amb la qual cosa moltes de les seues posteriors sarsueles van ser representades abans fora de Madrid o en teatres de menor prestigi de la ciutat. Algunes d'elles són l'ambiciós romanç al·legòric Black, el payaso (1942) o el musical Don Manolito (1943).
La seua Tasca com a director de l'Orquestra Simfònica de Madrid va finalitzar de manera abrupta l'any 1952, quan li va ser denegat el permís per a dirigir la Simfonia Leningrad de Dmitri Xostakòvitx. Amb la seua mort a Madrid el 26 de desembre de 1988, el recorregut històric creatiu de la sarsuela va arribar a la seua fi. El seu llegat i influència sobre la sarsuela del Segle XX van ser decisius.

## Obres
En negreta es donen les obres més famoses i reconegudes de l'autor.

### Orquestra
- 1921 Capricho español
- 1922 Arrosa lilia
- 1922 Bentara noa
- 1922 Kuku bat badut
- 1925 Dos apuntes Vascos
- # Mendian
- # Txistulariak
- 1925 Gabiltzan kalez kale
- 1925 Bigarren kalez kale
- 1925 Baserritarra
- 1927 Variaciones sinfónicas sobre un tema vasco "Aoriñoa, norat hoa"
- 1927 Gernikako Arbola
- 1951 Victoriana, suite orquestral sobre un coral de Tomás Luis de Victoria
- 1966 Gernika, marxa fúnebre basca
- Zortziko de las bateleras

### Òpera
- 1933 Adiós a la bohemia, òpera, 1 acte - llibret: Pío Baroja. Estrenada el 21 de novembre al Teatro Calderón (Madrid); Sorozábal l'havia acabat, però, en 1931.
- 1968 Juan José, òpera sobre el drama de José Dicenta, estrenada en versió de concert el 21 de febrer de 2009 a Sant Sebastià, al Kursaal.

### Sarsuela
- 1931 Katiuska, 2 actes - llibret: Emilio González del Castillo i Manuel Martí Alonso; estrenada al Teatre Victòria de Barcelona, el 28 de gener.[2]
- 1931 La guitarra de Figaro, comèdia lírica - llibret: Ezequiel Endériz i Joaquín F. Roa
- 1934 Sol en la cumbre, 2 actes - llibret: Anselmo C. Carreño
- 1934 La del manojo de rosas, 2 actes - llibret: Francisco Ramos de Castro i Anselmo C. Carreño, estrenada al Teatro Fuencarral de Madrid, el 13 de novembre.
- 1934 La casa de las tres muchachas, 3 actes - llibret: José Tellaeche i Manuel de Góngora, estrenada al Teatro de la Zarzuela de Madrid el 16 de novembre.
- 1935 No me olvides, llibret: Federico Romero i Guillermo Fernández-Shaw, estrenada al Teatro de la Zarzuela de Madrid.
- 1936 La tabernera del puerto, romance marinero, 3 actes - llibret: Federico Romero i Guillermo Fernández-Shaw, estrenada al Teatre Tívoli de Barcelona el 6 d'abril.
- 1939 ¡Cuidado con la pintura! - llibret: Eugenio Sotillos i Antonio Ayné, estrenada en València el 3 de desembre.[cal citació]
- 1941 La Rosario o la Rambla de fin de Siglo - Federico Romero i Guillermo Fernández-Shaw
- 1942 Black, el payaso, 3 actes - llibret: Francisco Serrano Anguita, estrenada al Coliseum de Barcelona el 21 d'abril amb el baix Mariano Beut Martínez.[3]
- 1942 La isla de las perlas, opereta en 3 actes - llibret: Francisco Serrano Anguita
- 1943 Don Manolito, 2 actes - llibret: Luis Fernández de Sevilla i Anselmo C. Carreño, estrenada al Teatro Reina Victoria de Madrid, el 24 d'abril.
- 1945 La eterna canción - llibret: Luis Fernández de Sevilla, estrenada al Principal Palace de Barcelona el 27 de gener.
- 1948 Los burladores, 3 actes - llibret: Serafín Álvarez Quintero i Joaquín Álvarez Quintero; estrenada al Teatro Calderón de Madrid, el 10 de desembre.
- 1950 Entre Sevilla y Triana, sainet andalús en dos actes - llibret: Luis Fernández de Sevilla i Luis Tejedor; estrena al Teatro Circo Price, el 8 d'abril.
- 1955 Brindis, revista en dos actes - llibret: Luis Fernández de Sevilla i Luis Tejedor
- 1954 La ópera de Mogollón, sarsuela bufa en un acte - llibret: Ramón Peña Ruiz; estrena al Teatro Fuencarral de Madrid, el 2 de desembre.
- 1958 Las de Caín, 3 actes, (en col·laboració amb: Pablo Sorozábal Serrano jr.) - llibret: Serafín Álvarez Quintero i Joaquin Álvarez Quintero, al Teatro de la Zarzuela de Madrid, el 23 de desembre.

### Cor
- 1923 Suite vasca, voor koren en orkest, op. 5
- # Kattalin Berrobikoa
- # Kun-kun
- # Sorgin dantza
- 1946 Maite, de la pel·lícula "Jai-Alai", per a cor i orquestra
- 1952 Nekatxena, suite coral per a veus femenines
- 1963/1978 Euskalerria, per a cor i orquestra
- 1966 Gernika, cantata per a cor i orquestra
- Urzo Luma
- Begi Urdin
- Kanta Berri

### Música vocal
- 1929 Set Lieder sobre textos de Heinrich Heine, per a mezzosoprano i orquestra
- # Ametsetan
- # Hotz eta isiltsu
- # Zure moxuan
- # Lotoren lorak
- # Ez dot sinesten
- # Eres dagie txilibituek
- # Agertu-jatan orrila

### Música de cambra
- 1988 Variacions per a Quintet de Vent
- Quartet en Fa
- Eresi, Cant Popular Basc, per a violí i piano
- Inguruko, Dansa Basca, per a violí i piano

### Música cinematogràfica
- 1954 Marcelino, pan y vino, de Ladislao Vajda, en col·laboració amb el seu fill Pablo Sorozábal Serrano
- 1960 María, matrícula de Bilbao
- Jai-Alai

### Arranjaments
- 1954 San Antonio de la Florida, sarsuela d'Isaac Albéniz
- 1960 Pan y toros, de Francisco Asenjo Barbieri
- 1964 Pepita Jiménez, òpera en 3 actes d'Isaac Albéniz - llibret: Francis Burdett Money Coutts sobre la novel·la homònima de Juan Valera y Alcalá Galiano

## Curiositats
- A la pel·lícula Belle Époque, de Fernando Trueba, guanyadora de l'Oscar a la millor pel·lícula en llengua no anglesa l'any 1994, s'utilitza la romança de soprano En un país de fábula..., de la sarsuela La tabernera del puerto. Es dona la circumstància que la pel·lícula transcorre en els dies de la proclamació de la Segona República Espanyola (l'any 1931) i que la sarsuela en qüestió va ser composta l'any 1936, i es dona per tant un evident anacronisme.